# Australian Open 1969
| ◄ Australian Open 1969 ►                                            | ◄ Australian Open 1969 ►                          |
| ------------------------------------------------------------------- | ------------------------------------------------- |
| Datum:                                                              | 20.–27. Januar 1969                               |
| Auflage:                                                            | 57. Australian Open                               |
| Ort:                                                                | Brisbane                                          |
| Belag:                                                              | Rasen                                             |
| Titelverteidiger                                                    |                                                   |
| Herreneinzel:                                                       | Bill Bowrey                                       |
| Dameneinzel:                                                        | Billie Jean King                                  |
| Herrendoppel:                                                       | Dick Crealy Allan Stone                           |
| Damendoppel:                                                        | Karen Krantzcke Kerry Melville                    |
| Mixed:                                                              | Billie Jean King Dick Crealy                      |
| Sieger                                                              |                                                   |
| Herreneinzel:                                                       | Rod Laver                                         |
| Dameneinzel:                                                        | Margaret Court                                    |
| Herrendoppel:                                                       | Rod Laver Roy Emerson                             |
| Damendoppel:                                                        | Margaret Court Judy Tegart                        |
| Mixed:                                                              | Margaret Court Marty Riesen Ann Jones Fred Stolle |
| Grand Slams 1969                                                    |                                                   |
| - Australian Open - French Open - Wimbledon Championships - US Open |                                                   |

Die 57. Australian Open 1969 waren ein Tennis-Rasenplatzturnier der Klasse Grand Slam, das von der ILTF veranstaltet wurde. Es fand vom 20. bis 27. Januar im Stadtteil Milton in Brisbane, Australien statt.
Titelverteidiger im Einzel waren Bill Bowrey bei den Herren sowie Billie Jean King bei den Damen. Im Herrendoppel waren Dick Crealy und Allan Stone, im Damendoppel Karen Krantzcke und Kerry Melville die Titelverteidiger. Im Mixed waren Billie Jean King und Dick Crealy die Titelverteidiger.
Es war die erste Ausgabe des Grand-Slam-Turniers seit Beginn der Open Era, bei dem professionelle Tennisspieler zugelassen waren.

## Herreneinzel

### Setzliste
| Nr. | Spieler         | Erreichte Runde |
| --- | --------------- | --------------- |
| 01. | Rod Laver       | Sieg            |
| 02. | Ken Rosewall    | Achtelfinale    |
| 03. | Tom Okker       | 1. Runde        |
| 04. | Tony Roche      | Halbfinale      |
| 05. | John Newcombe   | Viertelfinale   |
| 06. | Pancho Gonzales | Achtelfinale    |
| 07. | Fred Stolle     | Viertelfinale   |
| 08. | Marty Riessen   | Achtelfinale    |

| Nr. | Spieler       | Erreichte Runde |
| --- | ------------- | --------------- |
| 09. | Andrés Gimeno | Finale          |
| 10. | Bill Bowrey   | Viertelfinale   |
| 11. | Roy Emerson   | Achtelfinale    |
| 12. | Ray Ruffels   | Halbfinale      |
| 13. | Earl Buchholz | Viertelfinale   |
| 14. | Mal Anderson  | Achtelfinale    |
| 15. | Roger Taylor  | 2. Runde        |
| 16. | Allan Stone   | Achtelfinale    |

## Dameneinzel

### Setzliste
| Nr. | Spielerin        | Erreichte Runde |
| --- | ---------------- | --------------- |
| 01. | Billie Jean King | Finale          |
| 02. | Margaret Court   | Sieg            |
| 03. | Ann Jones        | Halbfinale      |
| 04. | Kerry Melville   | Halbfinale      |
| 05. | Rosie Casals     | Viertelfinale   |

| Nr. | Spielerin       | Erreichte Runde |
| --- | --------------- | --------------- |
| 06. | Karen Krantzcke | Viertelfinale   |
| 07. | Lesley Hunt     | Viertelfinale   |
| 08. | Judy Tegart     | 1. Runde        |
| 09. | Lesley Bowrey   | Achtelfinale    |
| 10. | Françoise Dürr  | Achtelfinale    |

## Herrendoppel

### Setzliste
| Nr. | Paarung                     | Erreichte Runde |
| --- | --------------------------- | --------------- |
| 01. | John Newcombe Tony Roche    | Halbfinale      |
| 02. | Ken Rosewall Fred Stolle    | Finale          |
| 03. | Roy Emerson Rod Laver       | Sieg            |
| 04. | Raymond Moore Marty Riessen | Halbfinale      |

| Nr. | Paarung                       | Erreichte Runde |
| --- | ----------------------------- | --------------- |
| 05. | Andrés Gimeno Pancho Gonzales | Achtelfinale    |
| 06. | Mal Anderson Roger Taylor     | Achtelfinale    |
| 07. | Dick Crealy Allan Stone       | Viertelfinale   |
| 08. | Terry Addison Ray Keldie      | Viertelfinale   |

## Damendoppel

### Setzliste
| Nr. | Paarung                        | Erreichte Runde |
| --- | ------------------------------ | --------------- |
| 01. | Rosie Casals Billie Jean King  | Finale          |
| 02. | Margaret Court Judy Tegart     | Sieg            |
| 03. | Karen Krantzcke Kerry Melville | Halbfinale      |
| 04. | Françoise Dürr Ann Jones       | Halbfinale      |

## Mixed

### Setzliste
| Nr. | Paarung                       | Erreichte Runde |
| --- | ----------------------------- | --------------- |
| 01. | Marty Riessen Margaret Court  | Sieg            |
| 02. | Fred Stolle Ann Jones         | Sieg            |
| 03. | Tony Roche Rosie Casals       | Halbfinale      |
| 04. | Roger Taylor Billie Jean King | Halbfinale      |